# Битка при Рокроа
Битката при Рокроа се води на 19 май 1643 г. между армиите на Испания и Франция в рамките на Френско-испанската война. Резултатът е победа за французите. Тази битка се счита от по-старите историци за прелом в отношенията между двете най-силни европейски държави през 17 век – тя поставя началото на края на испанската хегемония, заместена от френската. Съвременните изследователи считат, че това мнение е преувеличено.

## Прелюдия
След 1640 г., Испания, която се намира в състояние на война с Франция и множество протестантски държави в Германия, се оказва в затруднено положение. През същата година избухва въстание в Каталония, а малко след това и в Португалия, докато французите засилват натиска си към Франш-Конте и испанските владения в Италия. Въпреки всичко, испанците събират 27 000-хилядна армия в Испанска Ниделандия и настъпват през Фландрия и Ардените към Северна Франция. Армията достига град Рокроа в долината на река Оаз и го обсажда. Французите обаче реагират бързо и 23 000 души, начело с 22-годишния херцог Конде (по-късно той ще стане известен като Великият Конде), успяват да се придвижат на север преди да пристигне испанското подкрепление от 6000 души. Испанците не успяват да блокират пътя към Рокроа и са принудени да приемат битката.

## Ход на битката
Битката започва рано сутринта. Френската армия атакува, но испанските пехотинци в центъра са много по-добре обучени и ефективни и отблъскват французите. Кавалерията на френския ляв фланг атакува противно на заповедите на Конде и също е отблъсната, но френската кавалерия от дясно, под ръководството на Жан дьо Гасон, разбива испанския ляв фланг. Конде се възползва от това и атакува уязвимия ляв фланг на испанската пехота, но след успешна контраатака на испанската конница, французите отново са принудени да се оттеглят, а испанската кавалерия влиза в бой с резервите на французите.
Докато трае това сражение, Конде предприема обходна маневра и напада испанската конница отзад, която отстъпва и оставя пехотата да поеме битката. На два пъти, обаче, френските атаки биват отблъснати с тежки загуби от испанските терции, които упорито продължават битката. Конде заповядва да се обстрелват с артилерията, включително и с пленените испански оръдия.
Германските и валонските пехотици избягват от полесражението, но испанците остават с техния командир и удържат всички атаки на вражеската кавалерия, както и на тежкия артилерийски обстрел. Тогава Конде предлага преговори и останалите испански войници приемат и отстъпват от полесражението.
В битката испанската пехота дава 8000 убити и 7500 пленени, а францизуте губят около 4500 убити и ранени.

## Последствия
Битката има изключително голяма пропагандна стойност за кардинал Мазарини и херцог Конде. Това също е първата голяма битка, която испанците губят от повече от един век, но историците отбелязват, че войниците от Валония, Германия, Италия и други испански владения се разбягват първи, докато испанската пехота, превъзхождана от противника се пропуква едва след множество кавалерийски атаки и артилерийски обстрел. Рокроа, обаче, слага началото на края на испанското надмощие в Европа. Испания провължава войната с Франция с голям успех, като побеждава французите в Каталония и Италия и отвоюва много от загубените позиции. Въпреки това, испанската страна е силно изтощена поради огромните ресурси, необходими за войната, както и неуспешното развитие на кампанията срещу разбунтувалата се Португалия. През 1658, испанците са победени от французите в битката при Дюните и войната завършва на следващата 1659 с Пиренейския договор.